# Meronymie
Meronymie (zu Griechisch μέρος méros „Teil“ und nym „Name“) ist in der Sprachwissenschaft eine Bedeutungsbeziehung zwischen zwei Begriffen, derart dass die von ihnen bezeichneten Gegenstände in einer Teil-Ganzes-Beziehung stehen. Das Wort, das dabei den Teil bezeichnet, heißt dann Meronym. Beispielsweise ist Finger ein Meronym zu dem Wort Hand. Die Umkehrung dieser Relation (konverse Relation) heißt Holonymie, das Wort Hand ist also ein Holonym zu Finger. Alternative Bezeichnungen sind auch Partonym für Meronym und Parteronym für Holonym. Die deutsche Bezeichnung Teilbegriff ist mehrdeutig und wird in der Sprachwissenschaft eher nicht für Meronym verwendet.
In Abgrenzung zu diesem sprachwissenschaftlichen Begriff bezeichnet man als Mereologie eine Teil-Ganzes-Struktur im Bereich der Objekte selbst; formale Modelle hierfür werden in der Mathematik und in der Philosophie untersucht.

## Einordnung des Begriffs
Die Meronymie ist eine paradigmatische „hierarchische“ semantische  Relation zwischen Wortbedeutungen; sie beruht allerdings stärker auf Gegebenheiten der wirklichen Welt als andere Sinnrelationen, denn sie hängt nicht einfach von Wortbedeutungen ab, sondern auch davon, welche Teile Gegenstände in der Wirklichkeit haben.
Da Wörter mehrdeutig sein können, besteht eine Meronymie eigentlich nicht zwischen Lexemen, sondern zwischen bestimmten Lesarten von Wörtern.

## Anwendung auf Substantive
Der zugrundeliegende Begriff des Teils wird hier oft in einem weiten Sinn verwendet. Beispiele für Meronymie umfassen daher verschiedene Typen:
- Teil—Objekt

Finger ist Meronym von Hand (Finger < Hand).
Hand ist Holonym von Finger (Hand > Finger).
Türklinke < Tür < Haus
- Einzelding – Kollektivgegenstand

Berg < Gebirge
Baum < Wald
- Portion—Menge

Schnitte < Brot
- Material—Objekt

Aluminium < Flugzeug
- Ort—Gebiet

Köln < Rheinland
Bei der Meronymie-Beziehung stehen Teil-Ganzes-Beziehungen der körperlichen Welt im Vordergrund. In GermaNet ist dementsprechend die Teil-Ganzes-Beziehung „nur für Nomina kodiert“ und werden Teil-Ganzes-Beziehungen nur bei Konkreta erfasst.

## Anwendung auf Verben
Weitergehend wird von einer Meronymie auch bei Verben ausgegangen; es gebe also nicht nur eine räumliche, sondern auch eine zeitliche Inklusion.
- Beispiel: erblühen – blühen; losrennen – rennen[7].

Bei derartigen Beispielen kann es aber schwierig zu entscheiden sein, ob wirklich ein Inklusionsverhältnis oder nur eine zeitliche Überlappung vorliegt. Eindeutiger sind Teil-Ganzes-Beziehungen bei Beispielen zu erkennen, wo die Teile nicht lediglich zeitlich geordnet sind, sondern Teile eines Handlungskomplexes sind (eines „Skripts“ im Sinne der Kognitionspsychologie):
- bezahlen < einkaufen[9]

In der linguistischen Semantik sind Teil-Ganzes-Beziehungen zwischen Ereignissen (Ereignis-Mereologien) zwar wesentlich, vor allem auch mit zeitlich angeordneten Teilen (siehe die ersten beiden Abschnitte unter Verb #Verbbedeutung), jedoch existieren dann meist keine unterschiedlichen Bezeichnungen für Teile und Ganzheit, also keine eigentliche Meronymie (Beispiel: „einmal in die Hände klatschen“ ist ein Teil des Ereignisses „fünf Minuten lang klatschen“).

## Das Problem der Transitivität bei meronymischen Beziehungen
Die Teil-Ganzes-Beziehung ist von dem Verhältnis der Hyponymie bzw. Hyperonymie, d. h. vom Verhältnis eines Unterbegriffs zu einem Oberbegriff, zu unterscheiden. Neben dem rein begrifflichen Unterschied ist aber auch schon das Verhalten dieser Relationen unterschiedlich.
Im Gegensatz zur Hyponymie kann im Fall der Meronymie selten eine Stufe übersprungen werden. Obwohl z. B. ein Haus eine Tür hat und die Tür eine Klinke hat, ist es wenig akzeptabel zu sagen:
- ?Das Haus hat eine Klinke.[10]

Wenn dieser Übergang also nicht möglich ist, würde mathematisch gesprochen gelten, dass Meronymie nicht vollständig transitiv ist, obwohl die zugrundeliegende Teil-Relation formal (algebraisch) gesehen sehr wohl transitiv ist. Sprachlich wird offenbar aber eine „Unmittelbarkeit der Relation“ verlangt. Aus diesem Grund werde das folgende Beispiel mit dem Substantiv „Teil“ ebenso fragwürdig:
- Die Radmutter ist Teil des Autos.

Solche Beschränkungen zeigen, dass die Meronymie nicht dasselbe ist wie reale (bzw. algebraische, mereologische) Teil-Ganzes-Relationen, sondern ein sprachliches Phänomen ist.